# Califia

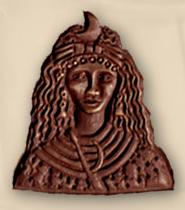
La regina Califia

Califia (anche Calafia) è la leggendaria regina a capo di un popolo di sole donne che abitavano un'immaginaria isola dell'oceano indiano.
La leggenda della regina Califia e delle donne guerriere dalla pelle scura è associata alla mitica e ricchissima isola di California e fu trasposta nella novella Las sergas de Esplandián (Le avventure di Esplandián), scritta nel 1510 dallo spagnolo Garci Rodríguez de Montalvo.
Lo stato americano della California probabilmente deve il suo nome ai primi esploratori che, nel 1536 al seguito di Hernán Cortés, nella convinzione di essere approdati su un'isola (invece che sulla lunga penisola che oggi si chiama Bassa California) le attribuirono il nome.